# 1 г. пр.н.е.
1 (първа) година преди новата ера (пр.н.е.) е обикновена година, започваща в петък по григорианския календар. Това е последната година от 1 век пр.н.е. и последната година преди Новата ера.

## Събития

### В Римската империя
- Консули са Кос Корнелий Лентул и Луций Калпурний Пизон Авгур. Суфектконсули са Авъл Плавций и Авъл Цецина Север.
- Гай Цезар е изпратен от Август като проконсул с imperium над целия Изток.[1]

## Родени
- Птолемей (Мавритания)
- 25 декември (условна дата) – Иисус Христос